# Bodegas Bell-lloc
Las Bodegas Bell-lloc, en Palamós, Gerona, son un edificio obra diseñada por Carmen Pigem, Rafael Aranda y Ramón Vilalta, fundadores del estudio de arquitectura RCR Arquitectos de Olot, construidas entre 2005 y 2007. Recibieron el Premio de Arquitectura Contemporánea de la Unión Europea - Premio Mies van der Rohe en el año 2009.
Es un edificio, estructurado a partir de planchas de acero inclinadas (que permiten el acceso de la luz exterior ellas), ubicado entre viñedos y los árboles de un bosque  y, diseñado y construido, de manera que la mayor parte de la edificación queda enterrada consiguiendo con ello una adaptación al entorno en el que se eleva.
Los arquitectos diseñadores del proyecto lo concibieron como una especie de “paseo al mundo subterráneo del vino”, y pretendía conseguir la creación de un ambiente en comunión con el paisaje circundante y al tiempo práctico para la labor industrial que en él se realiza y para su parte turística. Se puede describir como un laberinto de pasillos subterráneos, oscuros, debidamente aislados y dotados de la adecuada climatización (intentando que el diseño arquitectónico y los materiales empleados hagan innecesario el uso de aparatos industriales para ello) para poder ser adecuados a su papel de bodega. Para su construcción se emplearon diversos materiales, desde el acero corten a la piedra.